# Colpochila lutea
Colpochila lutea är en skalbaggsart som beskrevs av Britton 1986. Colpochila lutea ingår i släktet Colpochila och familjen Melolonthidae. Inga underarter finns listade i Catalogue of Life.